# Malojloj Falls
Malojloj Falls är ett vattenfall i Guam (USA).   Det ligger i kommunen Inarajan, i den södra delen av ön Guam, 20 km söder om huvudstaden Hagåtña. Malojloj Falls ligger 60 meter över havet.